# Hofors IK
Hofors IK var en ishockeyklubb från Hofors i Gästrikland. Ishockeylaget bildades 1943 och fick sina största framgångar genom att vinna andradivisionen vid tre tillfällen: 1945/46, 1972/73 och 1974/75. Första gången vann man dessutom först sin kvalmatch mot Forshaga med 4–3, men matchen gick till omspel och Forshaga kunde vinna med 3–5 medan Hofors förlorade sin plats i högsta serien.